# Municipio de Boone No. 2
El municipio de Boone No. 2 (en inglés: Boone No. 2 Township) es un municipio ubicado en el condado de Greene en el estado estadounidense de Misuri. En el año 2010 tenía una población de 863 habitantes y una densidad poblacional de 16,61 personas por km².

## Geografía
El municipio de Boone No. 2 se encuentra ubicado en las coordenadas 37°17′15″N 93°34′51″O / 37.28750, -93.58083. Según la Oficina del Censo de los Estados Unidos, el municipio tiene una superficie total de 51.94 km², de la cual 51,93 km² corresponden a tierra firme y (0,03 %) 0,02 km² es agua.

## Demografía
Según el censo de 2010, había 863 personas residiendo en el municipio de Boone No. 2. La densidad de población era de 16,61 hab./km². De los 863 habitantes, el municipio de Boone No. 2 estaba compuesto por el 96,06 % blancos, el 0,46 % eran afroamericanos, el 0,93 % eran amerindios, el 0,23 % eran de otras razas y el 2,32 % eran de una mezcla de razas. Del total de la población el 1,97 % eran hispanos o latinos de cualquier raza.